# 海上アクセス
海上アクセス株式会社（かいじょうアクセス）は、かつて存在した神戸市が株式100％を保有する海運会社。神戸空港と関西国際空港間を運航する高速船（双胴船）神戸-関空ベイ・シャトルの営業を行っていた。2013年10月1日、株式会社OMこうべ（現・株式会社こうべ未来都市機構）に吸収合併され、同社の海上アクセス事業部となっている。

## 概要
民間からの出資を得て、1988年に発足。
1994年より、同年の関西国際空港開港にあわせて神戸-関空間の航路を開設、「神戸マリンルート」（K-JET）という名称で、ジェットフォイルを用いて運航を開始した。しかし、利用低迷に阪神・淡路大震災の影響なども重なり、2002年をもって一旦航路を休止した。この8年間あまりで計上した累積赤字（累積損失）は、約152億円にのぼるとされる。
その後は、2006年の神戸空港開港にあわせ、休止中の航路を神戸側の発着場を海上アクセスターミナルに変更し、また使用機材をジェットフォイルから高速船に変更したうえで、「神戸-関空ベイ・シャトル」として運航を再開した。現在は「神戸-関空ベイ・シャトル」の運航を主要な事業としながら、海上運送事業に加えて、店舗や事務所等の賃貸事業、各種施設の保守管理事業、駐車場の経営、損害保険代理店業などを営んでいる。
収益状況は好転してきたものの、多額の累積損失・負債を解消する見込みが立たず、2012年2月に民事再生法の適用を申請。2013年1月より神戸市が100％出資する会社に再編され、2013年10月に株式会社OMこうべに吸収合併された。

### 運航再開後の経営状況
2006年の運航再開にあたっては、前航路時代からの累積損失約152億円も引き継いだうえで、「毎年黒字を計上し、41年間で累積赤字を解消する」という目標を掲げていた。しかし初年度から赤字を計上し、当初目標達成が頓挫する誤算に見舞われ、翌2007年度に市から2億1,900万円の補助金を受けたのを皮切りに、以降2011年度まで補助金の投入を受けることになった。2011年度までの補助金投入額は、約7億円にのぼる。
ただし、利用者数は増加傾向にあり、2009年度、2010年度はいずれも過去最高の利用者数を達成している。中国や韓国などからの外国人観光客が増加していることに加え、駐車場の無料化やフェリー欠航時の補完サービスなどの利用促進策を実施、利用者増につなげている。補助金による支援に加え、このような利用促進策、経営改善策もあり、2009年度に初の単年度収支黒字化を達成し、2010年度も2年連続となる黒字を達成した。その一方で、主事業であるフェリー運航事業は赤字体質で、他事業の収益、特にポートアイランドで展開する駐車場事業の収入や補助金で穴埋めする状態が続いた。海上アクセスでは、フェリー事業の収支を改善するために、新たな経営改善策としてフェリー運賃の2割値上げによる収入増を図った。
その一方で、市は補助金額の圧縮に取り組み、2011年度の補助金額は高速船の減価償却費に相当する約4,600万円まで圧縮した。

#### 民事再生による経営再建
上記のような施策の結果、単年度黒字化を達成するなどの経営改善効果は見られたが、前航路時代から引き継いだ約152億円の累積損失に加え、運航再開後の損失もあわせた累積損失は2010年度末の段階で約167億円、負債総額も約138億円を残しており、このような累積損失・負債が経営の重荷となっていた。
神戸市は、海上アクセスも含めた同市みなと総局の5つの外郭団体について、外部委員会を組織して事業再生のあり方を検討していたが、2011年9月2日に中間報告をまとめ、その中で海上アクセスについては、公益性の高さなどから事業存続の意義があり、民事再生手続を活用して再建すべきとの提言が示された。また、同委員会はその後2011年12月27日にまとめた最終報告において、「航路は公益性が高い」「補助金を削減しているにもかかわらず経常損益は好転している」「関空への格安航空会社（LCC）就航などで旅客の伸びも期待できる」と評価したうえで、中間報告に続いて事業存続の意義を認め、民事再生法を活用した再建を提案するとともに、再建方法として債務の株式化（デット・エクイティ・スワップ、DES）を提言していた。
この提言を受けて、神戸市と海上アクセスでは民事再生法の適用を受けた再建手続に踏み切る方針を固める。2012年2月16日、海上アクセスは民事再生法の適用を申請した。負債総額は2010年度末現在で138億6,106万円。既存株式を無償取得し100％減資した上で、市は、市本体と財団法人神戸市開発管理事業団（2012年9月30日解散、当該債権は市が承継）による約134億円の貸付金を全額株式に振り替えることで、債務超過を解消する計画である。貸付金を全額株式化した場合の評価額との差額相当分は市の損失となるため、2012年度予算案で港湾事業会計と新都市整備事業会計において総額約133億円の特別損失を計上して市議会に提出した。
2012年10月17日、海上アクセスは再生計画案を裁判所に提出、同年11月16日に再生計画案が確定した。これにより、市は約134億円の債権を現物出資することで1億7,000万円相当の株式を取得し、100%株主となることが確定した。なお資本金は出資額の半分の8,500万円とし、残りは資本準備金に組み込んでいる。
2012年12月17日に開催された債権者集会で再生計画案に神戸市が同意、2013年1月11日に再生計画の認可決定が確定し、同年1月31日に再生計画を完了、2月4日に民事再生手続の終結決定が出された。

#### OMこうべとの経営統合
民事再生手続きの過程において、神戸市は商業施設などを運営する第三セクター株式会社OMこうべとの経営統合計画を示していたが、2013年8月、同年10月にOMこうべへ吸収合併させることを発表。同年10月1日に合併が実施され、海上アクセス株式会社は消滅し、「海上アクセス」の名はOMこうべの事業部名として残った。